# Proussy
Proussy är en kommun i departementet Calvados i regionen Normandie i norra Frankrike. Kommunen ligger i kantonen Condé-sur-Noireau som ligger i arrondissementet Vire. År 2018 hade Proussy 392 invånare.

## Befolkningsutveckling
Antalet invånare i kommunen Proussy
Referens:INSEE